# 日本マイカ製作所
株式会社日本マイカ製作所（にほんまいかせいさくしょ）は、日本で初めて集成マイカの製造特許を取得し、量産化に成功した、電気絶縁用マイカ製品製造の専業メーカー企業。

## 沿革
- 1910年 - 東京都渋谷区に合資会社日本マイカ製作所を創立し、はがしマイカ製品の製造を開始。
- 1938年 - 株式会社日本マイカ製作所と改組。横山秀が社長に就任。
- 1945年 - 本社を千代田区丸ビルに、工場を埼玉県児玉郡に移転。
- 1981年 - 会長に横山秀、社長に横山精一朗が就任。
- 1993年 - 会長に横山精一朗、社長に黒澤正和が就任。
- 2010年 - 馬場則男が社長に就任。
- 2022年 - 本社を丸の内パークビルディングに移転。

## 製品
- 重電用マイカテープ
- 電熱用マイカ板
- 耐火電線用マイカテープ
- その他関連製品

## 事業所
- 本社（東京都千代田区丸の内2-6-1 丸の内パークビルディング20階2023区）
- 工場（埼玉県児玉郡神川町渡瀬593）